# Jipsingboermussel
Jipsingboermussel est un hameau qui fait partie de la commune de Westerwolde, situé dans la province néerlandaise de Groningue. Le 1er janvier 2006, le hameau comptait 400 habitants, y compris la partie groningoise de Zandberg.
Jipsingboermussel est situé sur le Ter Apelkanaal.